# Dembio
Dembio (polnisch Dębie, 1936–1945 Reichenwald) ist eine Ortschaft in Oberschlesien. Der Ort liegt in der Gemeinde Chronstau (Gmina Chrząstowice) im Powiat Opolski in der Woiwodschaft Oppeln in Polen.

## Geographie

### Geographische Lage
Das Angerdorf Dembio liegt fünf Kilometer südöstlich vom Gemeindesitz Chronstau (Chrząstowice) sowie elf Kilometer südöstlich der Kreisstadt und Woiwodschaftshauptstadt Opole (Oppeln). Der Ort liegt in der Nizina Śląska (Schlesische Tiefebene) innerhalb der Równina Opolska (Oppelner Ebene). Durch den Ort fließen zweich Bäche, die Sucha sowie die Wrona.

### Nachbarorte
Nachbarorte von Danietz sind im Nordosten Dembiohammer (Dębska Kuźnia), im Süden Dombrowitz (Dąbrowice) und im Süden Fallmirowitz (Falmirowice).

## Geschichte

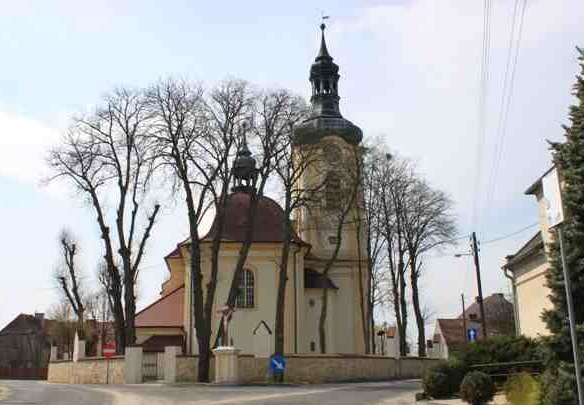
Mariä-Geburt-Kirche

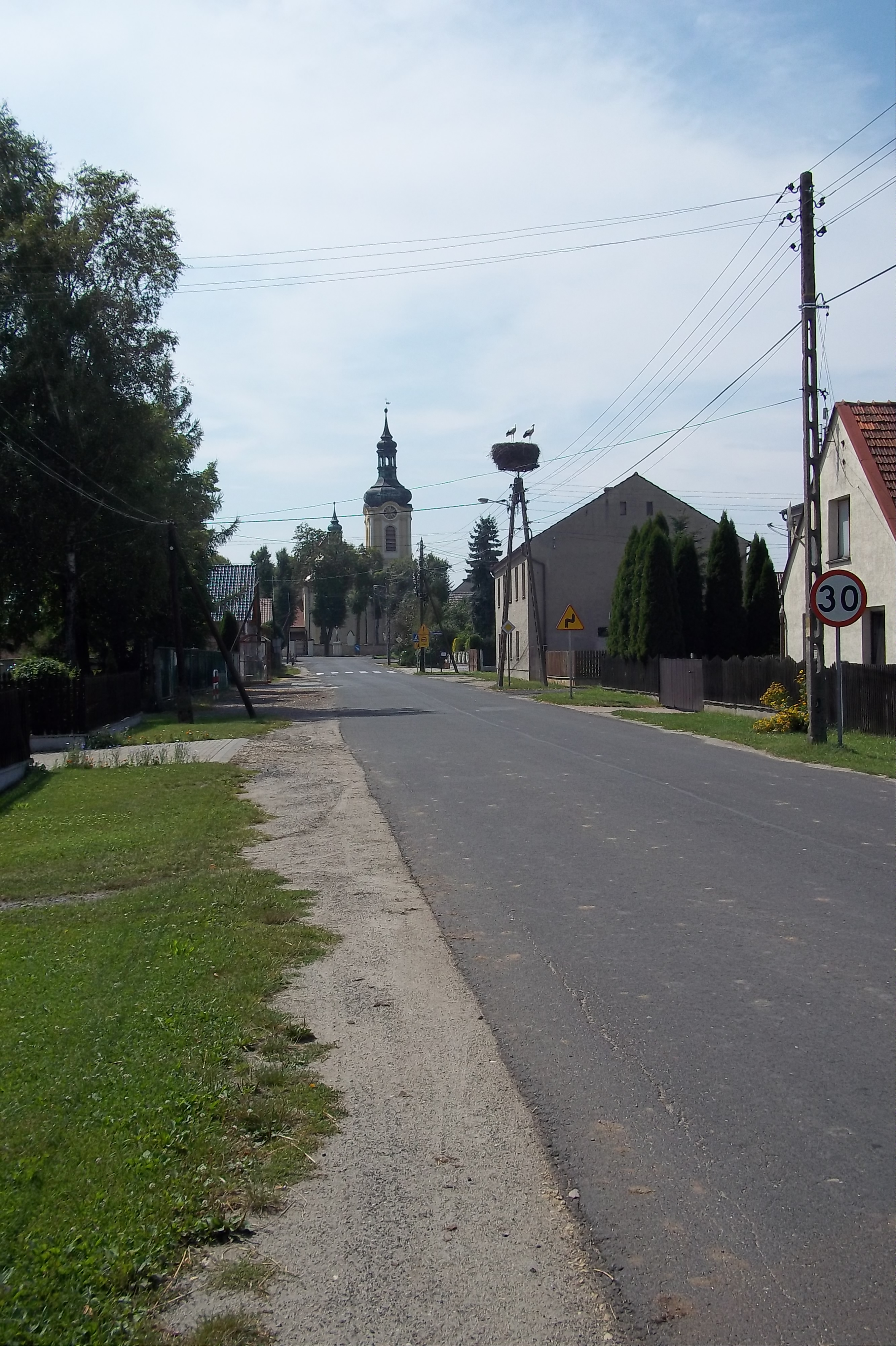
Ortsbild

In Dembio soll schon im Jahr 1070 eine hölzerne Kirche gestanden haben. Der Ort wurde am 17. November 1297 erstmals urkundlich als Dobredambe erwähnt. Zwischenzeitlich trug der Ort die Namen Rychenwalt, Richtinwalde und Reichenwald. 1532 wurde der Ort als Dembie erwähnt.
1618 konnte ein steinernes Gotteshaus aus Material der Gegend errichtet werden – in der Nähe des Dorfes gab es einen Basalt-Bruch. Im Dreißigjährigen Krieg wurde nicht nur das Dorf verwüstet, ihm fiel auch nahezu die gesamte Bevölkerung zum Opfer. In der Folge wurde die Pfarrei Dembio aufgelöst und Dembio nach Raschau eingepfarrt. Eine Pfarrei wurde erst wieder 1867 gegründet.
Nach dem Ersten Schlesischen Krieg 1742 fiel Danietz mit dem größten Teil Schlesiens an Preußen.
Nach der Neuorganisation der Provinz Schlesien gehörte die Landgemeinde Danietz ab 1816 zum Landkreis Oppeln im Regierungsbezirk Oppeln. 1845 bestanden im Dorf eine katholische Kirche, eine katholische Schule, eine Wassermühle, eine königliche Oberförsterei, ein Steinbruch und 52 Häuser. Im gleichen Jahr lebten in Dembio 424 Menschen, davon neun evangelisch. 1861 zählte Dembio sieben Bauern, 29 Häusler und einen Freigutbesitzer. 1874 wurde der Amtsbezirk Dembio gegründet, welcher die Landgemeinde Danietz, Dembio, Dombrowitz, Fallmirowitz, Nackel und Raschau und dem Gutsbezirk Dembio, Oberförsterei umfasste. Erster Amtsvorsteher war der Rittergutsbesitzer Scholz in Dembiohammer.
1906 brannte die Pfarrkirche nieder. Zwischen 1909 und 1910 wurde eine neue, neobarocke Kirche erbaut. Bei der Volksabstimmung am 20. März 1921 stimmten 350 Wahlberechtigte für einen Verbleib bei Deutschland und 84 für Polen. Dembio verblieb bei der Weimarer Republik. 1933 lebten in Dembio 602 Einwohner. Ab 1933 führten die neuen nationalsozialistischen Machthabern groß angelegte Umbenennungen von Ortsnamen slawischen Ursprungs durch. Am 19. Mai 1936 wurde der Ort in Anlehnung an den alten Ortsnamen in Reichenwald umbenannt. 1939 hatte Reichenwald 618 Einwohner.
1945 kam der Ort unter polnische Verwaltung und wurde in Dębie umbenannt. 1950 kam Dembio zur Woiwodschaft Oppeln und 1999 zum wiedergegründeten Powiat Opolski. Am 25. Januar 2006 wurde in der Gemeinde Chronstau, der Dembio angehört, Deutsch als zweite Amtssprache eingeführt. Im Mai 2008 erhielt der Ort zusätzlich den amtlichen deutschen Ortsnamen Dembio.

### Einwohnerentwicklung
| Jahr | Einwohner |
| ---- | --------- |
| 1845 | 424       |
| 1855 | 452       |
| 1925 | 472       |
| 1933 | 602       |
| 1939 | 618       |

| Jahr | Einwohner |
| ---- | --------- |
| 2009 | 488       |
| 2017 | 476       |

## Sehenswürdigkeiten
- Die römisch-katholische Mariä-Geburt-Kirche (poln. Kościól Narodzenia NMP) wurde zwischen 1909 und 1910 im neobarocken Stil erbaut. Bereits seit dem Jahr 1297 bestand im Ort eine Kirche. Am 21. Februar 1906 zerstörte ein Feuer den vorherigen hölzernen Kirchenbau. An Pfingsten 1909 wurde der Grundstein für den neuen Kirchenbau gelegt.[9]
- Pfarrhaus aus Backstein
- Denkmal für die Gefallenen beider Weltkriege
- Wegekapelle mit Maria- und Nepomukstatue
- Steinernes Wegekreuz

## Vereine
- Deutscher Freundschaftskreis
- Freiwillige Feuerwehr OSP Dębie